# Fenylketonurie
Fenylketonurie (PKU) někdy nazývaná jako Føllingova nemoc je dědičné metabolické onemocnění spočívající v poruše přeměny aminokyseliny fenylalaninu na tyrosin, již u zdravých lidí katalyzuje jaterní enzym fenylalaninhydroxyláza (PAH). Právě mutaci genu kódujícího tento enzym má největší procento pacientů s fenylketonurií. V České republice populační frekvence výskytu fenylketonurie odpovídá 1: 9 000.

## Historie
První případy fenylketonurie byly zaznamenány již v roce 1934 u dvou sourozenců s těžkou mentální retardací. Důvod jejich postižení, poruchu metabolismu fenylalaninu, popsal norský lékař a biochemik Ivar Asbjorn Følling na základě izolace fenylpyruvátu z jejich moči. Pravou příčinu této choroby, mutaci jaterního enzymu fenylalaninhydroxylázy, následně určil mezi lety 1947 a 1953 lékař George Jervis. Od té doby bylo objeveno více než 280 dalších mutací tohoto i dalších enzymů hrající roli ve vzniku fenylketonurie.

## Příznaky neléčené fenylketonurie
- Dítě postiženo touto chorobou začne brzy zaostávat, rozvíjí se mentální retardace
- Během 6. až 12. měsíce dochází k prvním epileptickým záchvatům, později až typu grand-mal, přičemž postižený nereaguje na léčbu antiepileptiky
- Dítě je neklidné, agresivní, apatické
- Na kůži se mohou vyskytovat ekzémy a vyrážky
- Postižený má bledou pleť, světlé vlasy a modré oči, což odráží nedostatek pigmentu melaninu, respektive jeho prekurzoru tyrosinu

## Klasická a maternální fenylketonurie
Klasická fenylketonurie je autozomálně recesivní onemocnění – mutace genu kódující fenylalaninhydroxylázu se tak dědí od obou rodičů. Rozvoj příznaků postižení závisí především na včasnosti diagnostiky a nastolení speciální diety bez obsahu fenylalaninu. Z tohoto důvodu byl v roce 1975 v České republice zaveden povinný novorozenecký screening. První diagnostikovanou osobou byla po tomto zavedení dívka Petra z Prahy. Striktní dodržování diety je nezbytné v dětství, během něhož mají vysoké hladiny fenylalaninu toxický účinek na vyvíjející se mozek.
Maternální fenylketonurie je stav, kdy původně nepostižený potomek přebírá klinický obraz neléčené fenylketonurie matky (jedná o tzv. fenokopii). V důsledku vysokých koncentrací fenylalaninu v krevním oběhu pronikající skrze placentu dochází k nenávratnému poškození vyvíjejícího se plodu. Z tohoto důvodu je nutné, aby ženy s fenylketonurií plánující těhotenství opětovně zahájily dietu s nízkým obsahem fenylalaninu ještě před početím.

## Variantní fenylketonurie a non-fenylketonurická hyperfenylalanemie
Obě tyto varianty fenylketonurie jsou zapříčiněny mutací fenylalaninhydroxylázy. Tedy stejného enzymu jako u klasické fenylketonurie, nicméně ten má v těchto případech částečnou aktivitu. V závislosti na velikosti zbytkové aktivity se odvíjí i léčba, která zahrnuje buď méně přísnou, nebo žádnou dietu. Dědičnost je opět autozomálně recesivní.

## Defekty v metabolismu tetrahydrobiopterinu
Tetrahydrobiopterin je kofaktorem fenylalaninhydroxylázy. Během reakce přeměny fenylalaninu na tyrosin se jeho redukovaná forma 5,6,7,8-tetrahydrobiopterin oxiduje na 7,8-dihydropterin, který musí být opět redukován na aktivní kofaktor. Pokud dojde k nedostatečné syntéze či poruše opětovné redukce této látky, fenylalaninhydroxyláza není funkční a vyvíjí se fenylketonurie. Ta může být navíc v kombinaci s vrozenými neurologickými poruchami vyplývající z narušení metabolických drah katecholaminů či serotoninu, při jejichž syntéze se tetrahydrobiopterin rovněž účastní jako kofaktor. Odlišení poruchy v metabolismu tetrahydrobipterinu od klasické fenylketonurie má v dnešní době velký význam, vzhledem k tomu, že od roku 2009 je na trhu substituční lék, jež významně snižuje nesnášenlivost potravy s obsahem fenylalaninu.

## Léčba
Léčba fenylketonurie spočívá především v dodržování striktní diety chudé na fenylalanin, a to především v dětském věku, kdy hrozí nenávratné poškození mozku a jeho funkce. Zároveň u těchto pacientů může daná dieta navodit deficienci některých esenciálních aminokyselin, minerálů či vitamínů, které je tak dobré nahrazovat vhodnými doplňky stravy.